# 서울메트로환경
서울메트로환경(서울메트로環境)은 서울도시철도 1, 2, 3, 4호선 120개역, 5개 차량기지 및 전동차 2,114량 등의 청결과 쾌적한 환경 유지를 위하여 서울특별시청 산하 서울메트로가 설립한 청소전문 주식회사이다. 서울특별시 성동구 천호대로78길 15-48 (용답동) 서울교육문화센터 5층에 있다.

## 관련 규정
- 서울특별시 비정규직근로자의 중규직 전환 등 고용환경 개선 지원 조례[5]

## 연혁
- 2012년 12월 7일 서울특별시청 2차 비정규직 고용개선 대책
- 2013년 4월 24일 청소업무 자회사 설립·운영 서울메트로 이사회 의결
- 2013년 5월 15일 서울메트로 청소 자회사 설립 서울시 승인
- 2013년 5월 24일 ㈜서울메트로환경 설립
- 2013년 6월 1일 ㈜서울메트로환경 운영 개시
- 2014년 4월 30일 서울메트로 전동차·기지·청사 청소업무 위탁운영 협약 체결
- 2014년 5월 1일 서울메트로 전동차·기지·청사 청소업무 추가 편입
- 2016년 4월 1일 서울메트로 시설관리 및 경비업무 추가편입
- 2016년 7월 1일 서울메트로 PSD 청소업무 추가편입

## 주요 업무
- 역사 청소
- 청사 청소
- 전동차량 청소
- 차량기지 청소
- 기지청사 시설관리
- 기지 인재개발원 경비

## 조직

### 감사위원회
| 경영지원본부 경영지원처 | \| 역사관리처 - 동묘역사관리소 - 동대문역사관리소 - 종운역사관리소 - 신대방역사관리소 - 경복궁역사관리소 - 도곡역사관리소 - 길음역사관리소 - 동작역사관리소 - 기동반관리소 \| 차량기지관리처 - 군자기지관리소 - 신정기지관리소 - 지축기지관리소 - 수서기지관리소 - 창동기지관리소 \| 시설경비사업처 - 청사관리소 \| |              |
| - 동묘역사관리소 - 동대문역사관리소 - 종운역사관리소 - 신대방역사관리소 - 경복궁역사관리소 - 도곡역사관리소 - 길음역사관리소 - 동작역사관리소 - 기동반관리소 | - 군자기지관리소 - 신정기지관리소 - 지축기지관리소 - 수서기지관리소 - 창동기지관리소 | - 청사관리소 |

## 같이 보기
- 서울도시철도그린환경